# Barc
Barc ist eine französische Gemeinde mit 1.168 Einwohnern (Stand: 1. Januar 2022) im Département Eure in der Region Normandie. Sie gehört zum Arrondissement Bernay und zum Kanton Brionne.

## Geographie
Barc liegt etwa 24 Kilometer westnordwestlich von Évreux. Umgeben wird Barc von den Nachbargemeinden Beaumontel im Nordwesten und Norden, Bray im Norden, Le Plessis-Sainte-Opportune im Osten und Süden, Grosley-sur-Risle im Süden sowie Beaumont-le-Roger im Westen.

## Bevölkerungsentwicklung
| Jahr                       | 1962 | 1968 | 1975 | 1982 | 1990 | 1999 | 2006 | 2019 |
| Einwohner                  | 662  | 594  | 579  | 639  | 766  | 772  | 896  | 1170 |
| Quellen: Cassini und INSEE |      |      |      |      |      |      |      |      |

## Sehenswürdigkeiten
- Kirche Saint-Crépin-et-Saint-Crépinien aus dem 13./14. Jahrhundert, Monument historique seit 1927

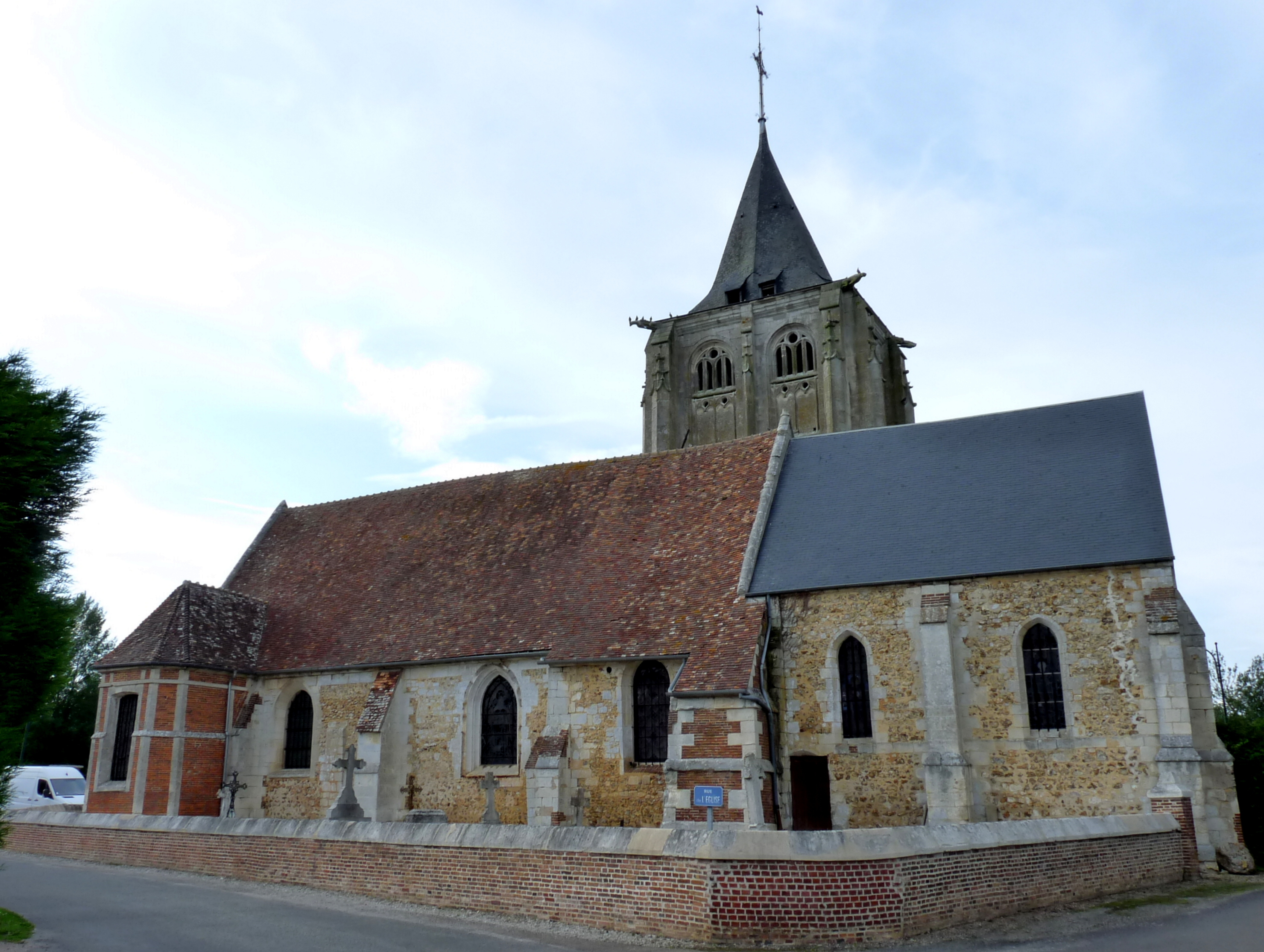
Kirche Saint-Crépin-et-Saint-Crépinien

- Pfarrhaus aus dem 17. Jahrhundert